# Mycetophila pseudoconifera
Mycetophila pseudoconifera är en tvåvingeart som beskrevs av Duret 1985. Mycetophila pseudoconifera ingår i släktet Mycetophila och familjen svampmyggor. Inga underarter finns listade i Catalogue of Life.